# USS Cabrilla (SS-288)
Za druga plovila z istim imenom glejte USS Cabrilla.
USS Cabrilla (SS-288) je bila jurišna podmornica razreda balao v sestavi Vojne mornarice Združenih držav Amerike.

## Zgodovina
Med drugo svetovno vojno je potopila ladij v teži 38.767 ton.